# Лицарський роман

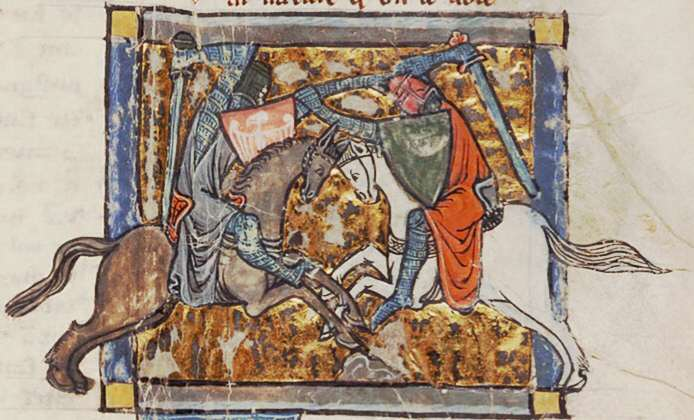

Ли́царський рома́н (фр. romanz) — оповідний жанр європейської середньовічної літератури, переважно віршований.
Лицарський роман в цілому знаменує початок усвідомленої художньої вигадки та індивідуальної творчості. Він становить вершину середньовічної оповідної літератури. «Роман втілює мрію про щастя, відчуття сили, волю до перемоги над злом. Саме в цьому, поза всяким сумнівом, полягала його первинна соціальна функція: вона на багато століть пережила умови, які викликали її до життя.»
Самі середньовічні французи розуміли термін «роман» широко, включаючи перекладання різноманітних героїчних і любовних історій «романською», тобто старофранцузькою мовою, але не на теми французької національної історії. Таким чином, «роман» протистояв, з одного боку, літературі латинською мовою, включаючи і латинські джерела античного циклу, а з іншого — французькому героїчного епосу, жестам, «пісням про подвиги». Лицарський роман охоче вдається до атмосфери казковості і прямого використання казкових мотивів та фантастики. Він байдужий до національного минулого і різко пориває з французькою історичною тематикою.

## Походження
Роман з'являється у англо-нормандських кліриків у 1120—1130 рр. і вже потім (після 1140—1150 рр.) на континенті.
Перші маніфестації роману виникають на стику двох традицій: традиції chanson de geste і традиції історіографії — давнішої, шкільного походження.

### Chanson de geste
Chanson de geste і «роман» існували пліч-о-пліч протягом майже століття, між 1170 і 1250 рр., і різнилися за своєю соціальною функцією.
Епопея оспівує колективне діяння, роман оповідає про індивідуальні пригоди; епічний універсум, моральний і змагальний, різко відрізняється від романного універсуму, заснованого на естетичних цінностях.
При цьому «Роман про Олександра» Альберіка з Безансона (бл. 1130) складений лессами (восьмискладними віршами), що зближує його з раннім епосом, але його лесси дуже короткі і римовані. Стиль заснований на формульній техніці.
«Роллон» Васа за низкою формульних особливостей сходить до епосу, перш за все в оповіданні про правління Вільгельма Завойовника; точно так само сходить до них і «Роман про Фіви». Ці сліди епічної форми зберігаються у Джофрея Гаймара і у «Романі про Брута» Васа.
Новаторство роману полягає насамперед у його тематиці.

### Історіографія
Ідея викласти на народному діалекті та поза пісенним ритуалом, тобто до певної міри десакралізованим чином, події колективного минулого, ідентифіковані як такі, виникла у деяких кліриків не раніше середини XII століття.
У цей час при дворах Англії і Північної Франції можна було одночасно почути читання анонімного «Роману про Фіви» і «Історії Англії» Джофрея Гаймара.
Генріх II Плантагенет приблизно в 1175 році наказав Бенуа де Сент-Мору закінчити хроніку герцогів Нормандських, тому що захоплювався його «Романом про Трою»; навряд чи король, віддаючи наказ, відчував відмінність в кінцевій цілі обох творів.
Ритмічна форма обох «жанрів» однакова — восьмискладник з парними римами, але співвідношення між ними майже не змінилося і в XIII столітті з появою прози.
Історіографічна розповідь відрізняється від романного оповідання лише на рівні загальної композиції: і «романні», і «історичні» епізоди або серії епізодів виконують у тексті одну і ту ж функцію, з'єднуються за одними і тими ж правилами, в них використовуються одні і ті ж словесні прийоми; ця ситуація зберігається щонайменше до кінця XIII століття, але Фруассар у своїх «Хроніках» ще не цілком позбувся від романної моделі і навіть відкрито на неї спирається.

### Агіографія
Схожі з романом не пісенні агіографічні оповідання, найдавнішим прикладом яких служить розповідь англо-нормандського клірика Бенедикта про подорож святого Брендана в потойбічний світ (бл. 1120 р.).
У ряді випадків ця подібність призводить до такої неоднозначності, що, для зручності дослідження агіографічної розповіді, беззастережно відносять до числа «романів» — як, наприклад, «Вільгельма Англійського», атрибутованого зазвичай Кретьєну де Труа.

### Античний роман
Вплив античного роману на середньовічний роман проблематичний. Грецький роман, збагачений елементами східної казки і християнського апокрифу, міг зробити деякий вплив на ідилічні романи про Флуара і Бланшфлора і про Окассена і Ніколетт (але шляхи такого впливу поки абсолютно незрозумілі).

### Фольклор
При всьому розмаїтті сюжетних і жанрових витоків лицарського роману очевидне значення казки і казковості. Матеріал епосу і легенди використовується романом переважно після їх казкової обробки або казкової інтерпретації, що в якійсь мірі корелює (але не зводиться до неї) і зі стихією авантюрності. У французькому куртуазному романі проглядається, насамперед, чарівно-героїчна казка.
Казка взаємодіяла з лицарським романом дуже широко і була тим каналом, по якому роман взагалі взаємодіяв з фольклором і народною культурою. Власне міфологічні мотиви також в основному проникали в роман через казку, як чарівну, так і героїчну, тобто «богатирську».
Наприклад, через кельтську богатирську казку давньокельтська міфологія проникла до французького куртуазного роману і яскраво забарвила його лицарську фантастику.
Архетипне оголення глибинних міфологем сприяє змішанню і переплетенню кількох міфологічних традицій, не тільки кельтської, але й античної, гностичної, алхімічної в зіставленні з християнськими апокрифами і християнською ортодоксією.
Шляхом такого синтезу, зокрема, створюється вся міфологія Грааля.

## Поетика
Важливим елементом романної структури є описи, побудовані за правилами риторики. Через опис здійснюється зв'язок роману з латинською традицією.
Їх оповідна функція в тому, щоб створити візуальний ефект, іноді результатом цього є ненавмисний «ефект реальності». Романний опис зазвичай має кумулятивний, перерахувальний характер. Він будується на співставленні деталей, наділених якісними ознаками, але без вказівки на їх обсяг і пропорції.
Звідси — враження горезвісної «наївності», що виникає у сучасного читача.
З другої третини XII століття, у міру того як складалася форма роману, романна дію все частіше позначається спеціальним словом: «авантюра», пригода (фр. aventure).
Авантюра — це певне правило розповіді: випробування, що займає своє місце серед інших випробувань і дозволяє «герою» просуватися до стану настільки зразкового досконалості, що воно саме по собі дозволяє відновити порушений громадський порядок.
Авантюра ув'язана з послідовністю подій, віднесених до часу вигаданої історії. Авантюра розвивається в часі (історія), в просторі (подорож) і в свідомості.
У другій половині XIII століття дію роману становить низка мужніх, але безнадійних вчинків, служіння будь-яку ціну тій справі, яку герой вважає гідним; авантюра позначає вже не невідому подію а невпевненість в результаті.
Прозаїзація роману починається з перекладання в прозі вже існуючих віршованих романів.
Першим ця доля спіткала, мабуть, «Йосипа Аримафейського» Робера де Боріна — твір, проповідницький за задумом і де історія Грааля виконує функцію, що наближається до аполога.
Прозові фрази в точності відповідають віршам: вони позбавляються ритму і рими, але зберігають у більш-менш незайманому вигляді свій лексичний, синтаксичний, риторичний апарат. Як не обмежений новаторський характер «Йосипа», він має принципове значення.
Відтепер віршовані романи кінця XII століття перетворюються у скарбницю, з якої ще й в XVI столітті черпають матеріал автори романів прозових. Дійові особи, мотиви, зв'язки переймають і підганяються за розмірами прози.
При цьому кількісний зв'язок вірша виявився розірваним, і тенденція до циклізації, що існувала латентно, відразу ж виходить на передній план: у 1225—1250 рр. виникають великі цикли — так званий «Ланселот-Грааль», «псевдо-Борін» або «Трістан у прозі».
Для пізніх романів характерно введення в розповідь, як віршовані, так і прозові, ліричні пісні. Читач майже напевно співав ці тексти; до нас дійшло приблизно три десятки романів і інших розповідних текстів з подібною музичної «начинкою».
Аж до XV століття жоден роман не черпає свого змісту з життєвого досвіду: він завжди береться з самої поезії. Еріх Ауербах вказував на відсутність справжнього прагнення до характерності у середньовічного роману: розповідь у ньому закріплена на постійному стилістичному рівні.
Вигадка в середньовічному романі має мало спільного з тим, що буде переважати в пізніших оповіданнях. Він звернений на саму себе і не прагне відобразити що-небудь, крім власних механізмів.
Головний план роману — це оповідний план непередбачуваного, він є основою розповіді і цілком визначає його структуру.
Саме тому автори романів постійно зверталися до всіляких джерел неймовірного в галузі тематики і навіть стилю; звідси їх пристрасть до всього екзотичного і загадкового: Сходу, Бретані, традиції бестіарію, бароково-вибагливим повістям епохи Східної Римської імперії — всієї тієї мішанини «масової культури», яка в XII столітті починає поширюватися при дворах дрібнопомісних сеньйорів і по містах; це невичерпне джерело образів і образотворчих фрагментів, і з нього черпають, невпинно оновлюючи романний дискурс. Саме звідси і в цих рамках в текст роману потрапляє ряд схем, які сучасні медієвісти визначили як міфологічні.

## Міфологізм
З середньовічного роману «вичитуються» такі міфологеми, як добування магічних об'єктів і предметів культури в іншому світі, викрадення жінок в силу екзогамії, священний шлюб з богинею землі, календарні міфи, тісно пов'язані з новорічними ритуалами, боротьба героїв — носіїв сил космосу з демонічними силами хаосу, міфологема царя-жерця, від сил якого залежать родючість і багатство країни, ініціаційні міфи і ритуали, включаючи інтронізацію короля, і багато інших.
Особливо істотними для лицарського роману виявилися міфологеми, так чи інакше співвідносні з любов'ю або формуванням особистості. Всі ці міфологеми виступають в романній «міфології» в сильно перетвореному виді.
Сильно перетворена знаменита Фрезерівська міфологема царя-жерця, використана у французькому романі про Грааль (старий Король-рибалка поранений в статеву сферу, в результаті чого має настати безпліддя країни; ритуальні питання Персеваля і його співчуття повинні призвести до лікування хворого царя і заміні його молодим Персевалем); те саме в реліктовій формі в «Трістана та Ізольди». На старій архетипній основі (шлюб з господинею країни або богинею родючості, любов-смерть, інцест родоначальників і т. д.) і з використанням релігійної образності (розчинення віруючого в божество) розробляється нова романічна «міфологія любові». Багатоступенева ініціація героя в «Персеваль» набуває в якійсь мірі характеру «роману виховання».
Перехід від кельтської міфологічної та героїчної казки до французького, а потім і німецькому лицарського роману явно супроводжується нейтралізацією міфологічного фону: хтонічні демони перетворюються на «чорних» і «червоних» лицарів, тих, що кривдять сиріт та одиноких жінок; господині місцевостей і водних джерел стають власницями замків, сиди (феї) — примхливими й звабливими дівчатами, райський острів жінок перетворюється на замок чудес, а культурні герої-напівбоги — в ідеальних лицарів короля Артура. Але деміфологізація в Артурових романах є далеко не повною, оскільки старі міфологічні образи не перетворюються в голу орнаментальну оболонку, а зберігають архетипну основу, яка, проте, піддається чисто художньому перетворенню і новому метафоричному розвитку.
Який би не був шлях, яким ці архаїчні розповідні фрагменти дійшли до французьких романістів, ті використовували їх у своїх власних цілях, маючи на увазі внутрішні потреби своєї розповіді.

## Цикли

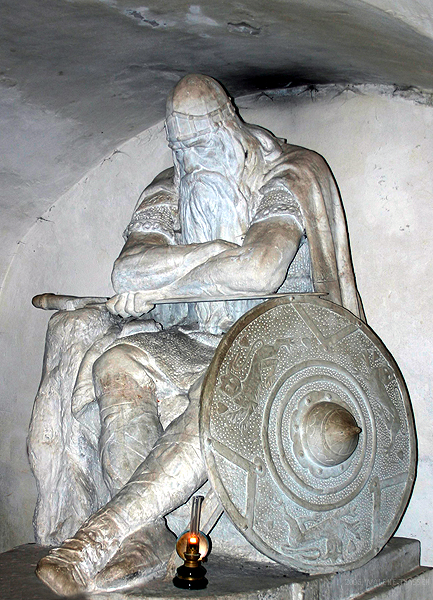
Ож'є Данець

Поет Жан Бодель в кінці XII століття так визначив три основних поетичних цикли свого часу французькою:
 Ne sont que III matières à nul homme atandant,

 De France et de Bretaigne, et de Rome la grant.

 («Є лише три теми, без яких ніхто не обійдеться: про Францію, про Бретань і про велик Рим») 
Тут перерахований Каролінгський цикл героїчного епосу (chansons de geste) і два цикли лицарського роману: артурівський і античний. Втім, в цю класифікацію не входять знамениті «ідилічні» любовні романи («Флуар і Бланшфлор», «Окасен і Ніколет»), їх украй невпевнено зараховують до "візантійського"циклу, а також пізніші «реалістичні» романи на сучасну тематику (Жан Ренар та ін.)

### Бретонський цикл
Епітет «бретонський» належить і до французької Бретані, населеної кельтами-бретонцями, і до Великої Британії з її корінним кельтським населенням — валлійцями, шотландцями, ірландцями. Цикл, що знаменує розквіт французького середньовічного роману, був підготовлений латинською хронікою валлійця Джефрі Монмутського «Історія королів Британії» (1136) і її віршованим перекладом на французьку мову, зробленим англо-нормандським трувериом Васом («Брут», 1155), а «Брут» Васа, у свою чергу, став джерелом англосаксонського «Брута» Лайамона (1203); був створений і валлійський переклад. У цих книгах розроблена легенда про короля Артура і його лицарів, що стала рамкою для більшості романів бретонської тематики. Бретонські романи мають глибоке коріння в усній та письмовій літературі кельтів.
Двір Артура позбавлений національно-патріотичного забарвлення і мислиться як космополітичний центр зразкового лицарства. Самі лицарі роблять героїчні подвиги вже не в ім'я «солодкої Франції» та християнської віри і не заради феодальних інтересів, а зовсім поза сферою сеньйоріально-васальних відносин, в ім'я особистої слави зразкового лицаря, для захисту слабких і несправедливо ображених, на прохання і для захисту честі прекрасних дам.
Головний плід бретонського циклу — це романи про Трістана та Ізольду, представлені так званою «загальної» версією Беруля (1191) і «куртуазної» Томаса, іншого англо-нормандського поета (між 1170 і 1190 рр., може бути, 1172 р.), а також романи великого середньовічного поета Кретьєна де Труа, що творив у Шампані та пов'язаного з двором Марії Шампанської, дочки Елеонори Аквітанської. Перу Кретьєна належать п'ять романів: «Ерек і Еніда» (бл. 1170 р.), «Кліжес» (бл. 1175), «Івейн, або лицар із левом», «ІвейнЛицар воза, або ЛанселотІвейн» (між 1176 і 1181 рр.) та «Персеваль» (між 1181 і 1191 роками). У Кретьєна з'явилося безліч імітаторів, що створили десятки романів, тематично примикають до артуровского циклу: Рауль де Уденк, Рено де Боже та ін. У XIII ст. в Шампані і Бургундії ті самі сюжети бретонського циклу перекладаються у вигляді прозових романів і обширних компілятивних склепінь цих романів («Вульгата»).
Християнські легенди викликали до життя знамениті віршовані романи Робера де Боріна (XII ст.).
З традицією лицарського роману пов'язаний середньовічний віршований алегоричний епос типу «Роман про троянду» і його наслідування.
На самому початку XIII ст. виник цикл, званий зазвичай «циклом Персеваля» або «циклом псевдо-Боріна». Вважають, що це була транспозиція у прозу віршованої трилогії Робера де Боріна. «Цикл Персеваля» складається з трьох романів — «Йосип Ариматейський», «Мерлін» і «Персеваль» (його зазвичай називають «Дідо-Персеваль», так як один із списків роману належав у XIX ст. Відомому видавцеві і колекціонеру А.-Ф. Дідо). Незабаром після «циклу Персеваля», принаймні до 1230 р., був створений автономний роман «Перлесваус» (або «Перлесво», тобто «Персеваль»). З XIII століття прозаїчний лицарський роман починає домінувати, і розробляється техніка прозового авантюрного оповідання великого масштабу. «Проблемність» Кретьєна сприймається як необхідна передумова інтерпретації лицарського подвигу, але головний інтерес переноситься саме на пригодницьке початок. Крім того, розгортається процес широкої компіляції і циклізації джерел. Його підсумком є такі зводи, як французька «Вульгата» («Ланселот Грааль») і англійський компендіум «Смерть Артура» Мелорі (XV ст.), з якого брали відомості про «століття лицарів» наступні покоління. Епігонський лицарський роман широко поширився по всій Європі. Його останній художній зліт — іспанські романи XIV—XVI ст. про Амадіса Галльського, Пальмеріне Англійського тощо, що стали безпосереднім об'єктом пародіювання на «Дон Кіхота» Сервантеса.

#### Англія
Спочатку романи і у Франції, і в Англії створювалися французькою мовою, але в XIII—XIV ст. був написаний ряд віршованих романів і англійською мовою (наприклад, знаменитий «Гавейн і Зелений лицар»).

#### Німеччина
В кінці XII — на початку XIII ст. розквітає німецький лицарський роман (середньоверхньонімецькою), головним чином на основі творчих перекладів французьких романів: «Енеїда» Генріха фон Фельдеке (1170—1180), «Трістан та Ізольда» у версіях Ейльхарта фон Оберга (бл. 1170) і Готфріда Страсбурзького (початок XIII ст.), «Ерек» і «Івейн» Гартманна фон Ауе (1190—1200), «Парсіфаль» Вольфрама фон Ешенбаха (початок XIII ст.). Від французьких романів вони відрізнялися поглибленою розробкою морально-релігійної проблематики.

#### Іспанія

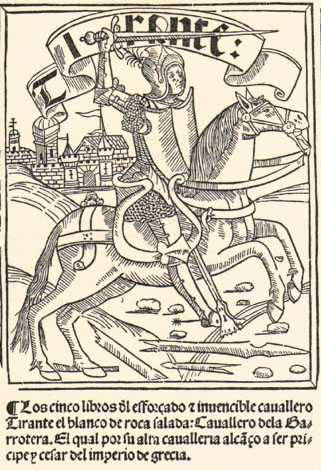
Обкладинка іспанського перекладу Tirant Lo Blanc, 1511, один з трьох лицарських романів, що в «Дон Кіхоті» Сервантеса, вціліли від вогню.

В Іспанії до XVI століття лицарський роман не отримав розвитку, в XIV столітті відомий лише один оригінальний роман — «Лицар СИФАР» (бл. 1300), в XV столітті з'явилися (в Каталонії) Курія і Гвельф (бл. 1435—1462) і знаменитий «Тірант Білий» Жоанота Мартуреля.
Розквіт лицарського роману в Іспанії припадає на першу половину XVI століття. У 1508 у вийшов «Амадіс Гальський» Монтальво, в 1511 році анонімний «Пальмерін де Олівія», в 1562 у «Зеркало лицарів і государів». Всього в Іспанії після «Амадіса» створено близько п'ятдесяти лицарських романів, останні два з яких з'явилися в 1602 році.
Іспанський лицарський роман жорстоко критикувався як з позицій ортодоксального католицького благочестя (хоча ніколи не потрапляв під офіційні церковні інтердикції), так і представниками ренесансної гуманістичної вченості (Хуан Луїс Вівес, Дієго Грасіан, Педро Мехіа, Антоніо де Гевара).
Проте на популярність роману ці оцінки нітрохи не впливали. Відомо, що до свого звернення і Тереза Авільська, найбільша з містиків ренесансної епохи, і Ігнатій Лойола, засновник ордена єзуїтів, зачитувалися лицарськими романами. Свята Тереза взагалі, як без наркотику, дня не могла прожити без нового роману. Навернення Лойоли прямо пов'язують із зміною читання, що трапилася під час його хвороби (а воєнізованість ордена вважається свідченням того, що знайомство з романами не пройшло дарма).

#### Італія
В Італії перші пам'ятки лицарського роману написані французькою (бретонський цикл) і франко-венетською (каролінзький цикл) мовами.
Перший внесок Італії в артурівський цикл — «Пророцтва Мерліна», написані невідомим венеційцем у 1274—1279 роках, що вкладають профетичний зміст в оповідну рамку. У ті ж роки Рустікелло з Пізи складає свою велику компіляцію артурівських романів, яка дійшла до нас у пізніх переробках.
У XIV столітті обидва цикли успішно адаптувалися до італійської мови, але при цьому артурівський роман писався насамперед прозою (у віршованій формі збереглися лише «кантар» Антоніо Пуччі), твори каролінзького циклу існують одночасно у віршах і в прозі («Буово д'Антона», «Аспрамонт», «Іспанія» (у прозі — «Іспанські діяння»), «Рінальдо»). Кілька «Тристанів» («ріккардіанський», «венеційський», «корсиніанський»), «Круглий стіл» (також роман про Трістана), «Історія Мерліна» Паоліно П'єрі — такі італійські перекази.
Однак бретонський цикл не був прийнятий більш витонченим літературним середовищем (відома сувора оцінка Петрарки). У каролінзькому епічному фонді венеційських поетів залучають не власне епічні, а швидше казкові сюжети («Бев д'Антона», «Берта Великонога», «Карлето», «Берта, Мілон і Роландін», «Макаріо»).
Оригінальний італійський внесок — «Вступ до Іспанії», поема, написана бл. 1320 р. безіменним падуанцем, і її продовження — «Взяття Памплони», — створене небагатьма роками пізніше якимось Нікколо з Верони. Помітну роль у «Взятті Памплони» грає ломбардський король Дезидерій, на перший план висувається Астольф (його французький прототип Есту зовсім губився серед інших численних персонажів).
XIV — середина XV ст. — час розквіту народного лицарського епосу в Італії. Центральна фігура для цього етапу в історії італійського епосу — венецієць Андреа та Барберіні, що писав прозою.

#### Епоха Відродження
Гуманістичну версію лицарського віршованого роману (на основі змішання «каролінгських» і «бретонських» сказань), естетизовані і одночасно іронічні, створили в Італії (Феррара) Боярдо і Аріосто.
До феррарської поеми, до алегоричного епосу і до самого лицарського роману сходить і англійська «Королева фей» Спенсера. Поруч з аристократичною, «феррарською» лінією обробки французьких сюжетів існувала і плебейська, відверто пародійна, буффон. Це насамперед «Морганті» Пульчі — поема, що зробила вплив на «Гаргантюа і Пантагрюеля» Франсуа Рабле.
У Пульчі і особливо у Рабле ми знаходимо саме «карнавально-пародійну» інтерпретацію народних книжок (Рабле) або переказів кантасторіїв (Пульчі), що представляли вже демократизований варіант романного епосу. Але твори Пульчі і Рабле, що пародіюють і «карнавалізують» лицарський епос, самі вже не належать до нього.

#### Відомі романи бретонського циклу
- «Брут» (Вас, 1155)
- «Ерек і Еніда» (Кретьєн де Труа, бл. 1170)
- «Трістан і Ізольда» (Ейльхарт фон Оберг, бл. 1170)
- «Кліжес» (Кретьєн де Труа, бл. 1175)
- «Івейн, чи Лицар з левом» (Кретьєн де Труа, 1176—1181)
- «Лицар воза, або Ланселот» (Кретьєн де Труа, 1176—1181)
- «Персеваль, або Повість про Грааль» (Кретьєн де Труа, 1181—1191)
- «Трістан і Ізольда» (Томас Британський, 1170—1190)
- «Трістан і Ізольда» (Беруля, 1191)
- «Ерек» (Гартман фон Ауе, 1190—1200)
- «Івейн» (Гартман фон Ауе, 1190—1200)
- «Прекрасний Незнайомець» (Рено де Боже, бл. 1200)
- «Трістан і Ізольда» (Готфрід Страсбурзький, поч. XIII століття)
- «Парцифаль» (Вольфрам фон Ешенбах, поч. XIII століття)
- «Брут» (Лайамон, 1203)
- «Роман про Грааль» (Робер де Борін, 1190—1210)
- Перше продовження «Персеваля» (анонімне, поч. XIII століття)
- Друге продовження «Персеваля» (Вошье де Денен, поч. XIII століття)
- «Помста за Рагіделя» (Рауль де Удан, поч. XIII століття)
- «Мерожіс де Портлегез» (Рауль де Удан, поч. XIII століття)
- Продовження «Персеваля» (Жерберт де Монтрей, бл. 1230)
- Продовження «Персеваля» (Манессье, бл. 1230)
- «Продовження Мерліна» (анонімний, 1230—1240)
- «Згубний цвинтар» (анонімний, сер. XIII століття)
- «Лицар зі шпагою» (анонімний, XIII століття)
- «Ідер» (анонімний, XIII століття)
- «Дурмарт Валлійський» (анонімний, XIII століття)
- «Бланкандін і Горда в коханні» (анонімний, XIII століття)
- «Адамас і Ідуана» (анонімний, XIII століття)
- «Фергюс» (Гільйом Леклерк, бл. 1225)
- «Мул без вуздечки» (Пайен де Мезьєр, XIII століття)
- «Дідо-Персеваль» (поч. XIII століття)
- «Перлесваус» (поч. XIII століття)
- «Ланселот-Грааль» (1210-30)
- «Роман про Трістана» (бл. 1230)
- «Чудеса в Рігомері» (анонімний, остання третина XIII ст.)
- «Ерек» (поч. XIV ст.)
- «Сер Гавейн і Зелений Лицар» (анонімний, бл. 1400)
- «Смерть Артура» (Томас Мелорі, 1469—1470)
- «Трістан» (П'єр Сала, поч. XVI ст.)

### Античний цикл
Для класичної форми середньовічного роману не мали вирішального значення ні античний вплив у вигляді римського епосу, ні латинські переробки деяких грецьких епічних і квазіісторичних традицій. Цей вплив породив так званий «античний цикл», що становить тільки попередню фазу французького куртуазного роману. «Роман про Олександра» являє собою обробку латинського перекладу Псевдо-Каллісфена, «Роман про Трою» сходить до латинської обробки грецьких сказань Дареса і Діктіса, «Роман про Фіви» — до «Фіваїді» Стація, а «Роман про Енея» — до «Енеїди» Вергілія. (Передбачається, що остання тріада була створена при дворі Генріха II і його дружини, знаменитої Елеонори Аквітанської). У цих творах відчувається і вплив Овідія, особливо як автора «Мистецтва кохання». Паралельно були створені і невеликі повісті на сюжети Овідія про Нарциса, про Тісба. Таким чином, у той час як античний роман майже не використовував власне епічну традицію і рано емансипувалися від квазіісторичних оповідань, середньовічний французький роман почасти пішов по лінії романізації античного епосу. При цьому звернення до античного епосу корелювало з відштовхуванням від свого власного, національного епосу. У любовних епізодах римського епосу французьких середньовічних авторів приваблювало зображення трагічної пристрасті, яке дуже займало перших куртуазних оповідачів і було характерним для раннього етапу розвитку куртуазного роману. Сюди ж примикає «Роман про сім римських мудреців».
«Роман про Трою» Бенуа де Сент-Мора (XII століття), що не має нічого спільного з Іліадою, справив величезне враження на перейнятий лицарськими ідеалами суспільства і цілком підійшов до його смаків, що доводиться перекладами і переробками його, що з'явилися в Німеччині та Італії, пізніше — у Польщі та Сербії, а через їх посередництво — і в Київській Русі.
Те ж саме ми бачимо в іншому романі античного циклу — про Олександра Македонського, авторами якого були Ламберт-ле-Торт і Олександр де Берні; у цьому великому віршованому романі, що зображає фантастичні пригоди, героєм яких нібито був Олександр Великий, знаменитий завойовник цілком пройнятий лицарським духом, виявляє благородство душі, чисто християнські чесноти, галантність по відношенню до жінок. Освіта, отримана нібито ним в юному віці, збігається з тим, що у середньовіччі вважалося обов'язковим для людини з вищого кола. Але закоханим лицарем у провансальському стилі він все-таки не зображувався. Сказання про Олександра залучали широким географічним діапазоном його походів і екзотикою бачених ним країн (його завоювання сприймалися у відомому сенсі як прообраз хрестових походів), розмахом зухвальств.
Твори античного циклу можна називати романами тільки умовно, з великою натяжкою. Це підготовча, вступна, синкретична (ще включає квазіісторичний елемент) стадія французького середньовічного роману.
Прозові переробки романів античного циклу в XIII столітті все більше підпорядковують легендарний матеріал історіографічним завданням. Ці книги втрачали романні риси, перетворюючись на белетризовану історію.

### Візантійський роман
У Візантії в XII століття після майже тисячолітнього перерви відбулося як би відродження грецького любовного роману (Евмафій Макремволіт, Феодор Продром, Микита Евгеніан, Костянтин Манасії), а в XII—XIV ст. створився вже лицарський роман, близький до народної традиції і до франко-німецького типу. Однак навіть у романі XII ст., прямо орієнтованому на наслідування Ахілла Татія і Геліодора, відчуваються середньовічні інновації: антична міфологія в рамках християнської культури виступили в суто архетипні функції маніфестації «життя серця», над сюжетом зовнішніх перипетій підвищилось риторичний опис або ліричний вираз душевного життя героя.
Крім того, в «Ісмінії і Ісміні» Евмафія підпорядкування героя влади Ерота протиставлене його ролі як вісника свят на честь Зевса. Подібна конфронтація особистого почуття і соціальних обов'язків характерна для роману середньовіччя.

### Візантійський цикл
Зв'язки з Візантією ще до її взяття хрестоносцями підтримувалися в німецьких землях і в прилеглих до них частинах Франції. У медієвистиці навіть має ходіння уявлення про «візантійський цикл» французького середньовічного роману. Вплив візантійської літератури і «візантійських мотивів» відчувається, наприклад, в «ідилічних» романах про Флуар і Бланшефлор (70-ті роки XII ст.), Про Окассене і Ніколет (початок XIII ст.). Або в романах дещо іншого типу — «Іпомедоне» і «Протесілай», що належать перу ГУОН де Ротеланда (80-ті роки XII ст.). У відношенні французького роману «Флуар і Бланшефлор» варто ще згадати про те, що цей роман, який використовує деякі греко-візантійські мотиви, був, у свою чергу, згодом (XV ст.), оброблений на грецькій мові і став одним з останніх візантійських лицарських романів.
Візантійська тема (сама дія частково відбувається у Візантії) і деякі візантійські мотиви (зокрема, нагадують апокрифічні оповіді про Соломона і Морольфее), щоправда в еклектичному переплетенні з елементами власне античного циклу і бретонського циклу, виявляються і в одному з ранніх романів Кретьєна де Труа — «Кліжесі». У Візантії відбувається дія роману Готьє з Арраса «Іраклій».
Загалом і в цілому те, що умовно позначається як візантійський цикл французького куртуазного роману, становить практично його периферію.
- «Окассен і Ніколетта» (анонімний, поч. XIII століття)

### «Реалістичний» роман
Під цим умовним позначенням об'єднуються твори, дія яких віднесено до сучасності, розвивається в реальної європейської географії, уникає будь-якої фантастики.
- «Галеран Бретонський» (Жан Ренар, бл. 1195)
- «Шуліка» (Жан Ренар, бл. 1200)
- «Роман про Розу, або Гільйом із Доля» (Жан Ренар, бл. 1210)
- «Роман про графа Пуатьє» (анонімний, поч. XIII століття)
- «Роман про Фіалки, або Жерар Неверський» (Жерберт де Монтрей, поч. XIII століття)
- «Дочка графа Понтье» (анонімний, сер. XIII століття)

### Пізній віршований роман
Романи другої половини XIII — початку XIV століть, більшість з яких належить до так званого «трагічного» напряму.
- «Безрука» (Філіпп де Ремі)
- «Жеган і Блонда» (Філіпп де Ремі)
- «Клеомадес» (Адені-ле-Руа)
- «Роберт Диявол» (анонімний, XIII століття)
- «Гі з Варвіка» (анонімний, сер. XIII століття)
- «Роман про графа Анжуйського» (Жан Майар, 1316)
- «Роман про каштелянку з Кусі» (Жакмес, 1270-е)
- «Каштелянка з Вержі» (анонімний, 1270-80-і)
- «Турнір у Шовансі» (Жак Бретель, 1285)
- «Роман про Хеме» (Сарразін, 1278)

### Пізній прозовий роман
- «Прекрасна Магелона» (анонімний, бл. 1438)
- «Маленький Жан із Сантре» (Антуан де ла Саль, 1456)
- «Роман про Жана парижанина» (анонімний, бл. 1494)

## Історичний роман, близький до лицарського
Історичні твори класиків романтизму, зокрема англійського (кінця XVIII століття — кінця XIX століття), звичайно з романтичною чи любовною складовою.
- Артур Конан Дойль, Сер Найгел, Білий загін
- Генрик Сенкевич, Хрестоносці, за стилем близька також Пан Володийовський
- Вальтер Скотт, Айвенго, Квентін Дорвард
- Роберт Льюїс Стівенсон, Чорна стріла

## Пародіяна лицарський роман
У пародійних творах висміюються ідеали середньовіччя і традиції лицарства, часто з точки зору поняття технічний прогрес. Дон Кіхот Мігеля де Сервантеса в момент свого створення також був пародією на лицарський роман.
- Марк Твен, Янки з Коннектикуту при дворі короля Артура
- Пол Вільям Андерсон, Хрестоносці космосу (Хрестовий похід в небеса)